# روت والاس
روت والاس (انگلیسی: Ruth Wallace؛ زادهٔ ۱ فوریهٔ ۱۹۹۳) بازیکن فوتبال اهل استرالیا است.